# 天照粒子
天照粒子（英語：Amaterasu particle）以日本神話中的神祇天照大神命名，是一種超高能宇宙射線，於2021年被探測到，隨後在2023年被大阪公立大學等國際研究團隊利用美國猶他州的望遠鏡陣列項目天文台確認。它的能量超過240埃電子伏特（EeV），是透過它向地面探測器發送的兩打粒子推斷出來的。這個單一粒子似乎來自銀河系邊緣的一個空曠區域——本地空洞。這一個亞原子粒子所包含的能量相當於一個人從腰部向腳尖丟下一塊磚頭。目前還沒有發現與宇宙射線到達方向相符的天體。
這是1991年發現天啊粒子（其測量值約為320EeV）以來探測到的最強大的宇宙射線。